# Nouveau Parti chrétien
Pour les articles homonymes, voir JKP.
Le Nouveau Parti chrétien (en letton : Jaunā Kristīgā partija, JKP), fondé en 1997 sous le nom de Nouveau Parti (en letton : Jaunā partija, JP) est un parti politique letton du centre. Il s'est dissous en 2002.

## Historique

### Fondation et percée

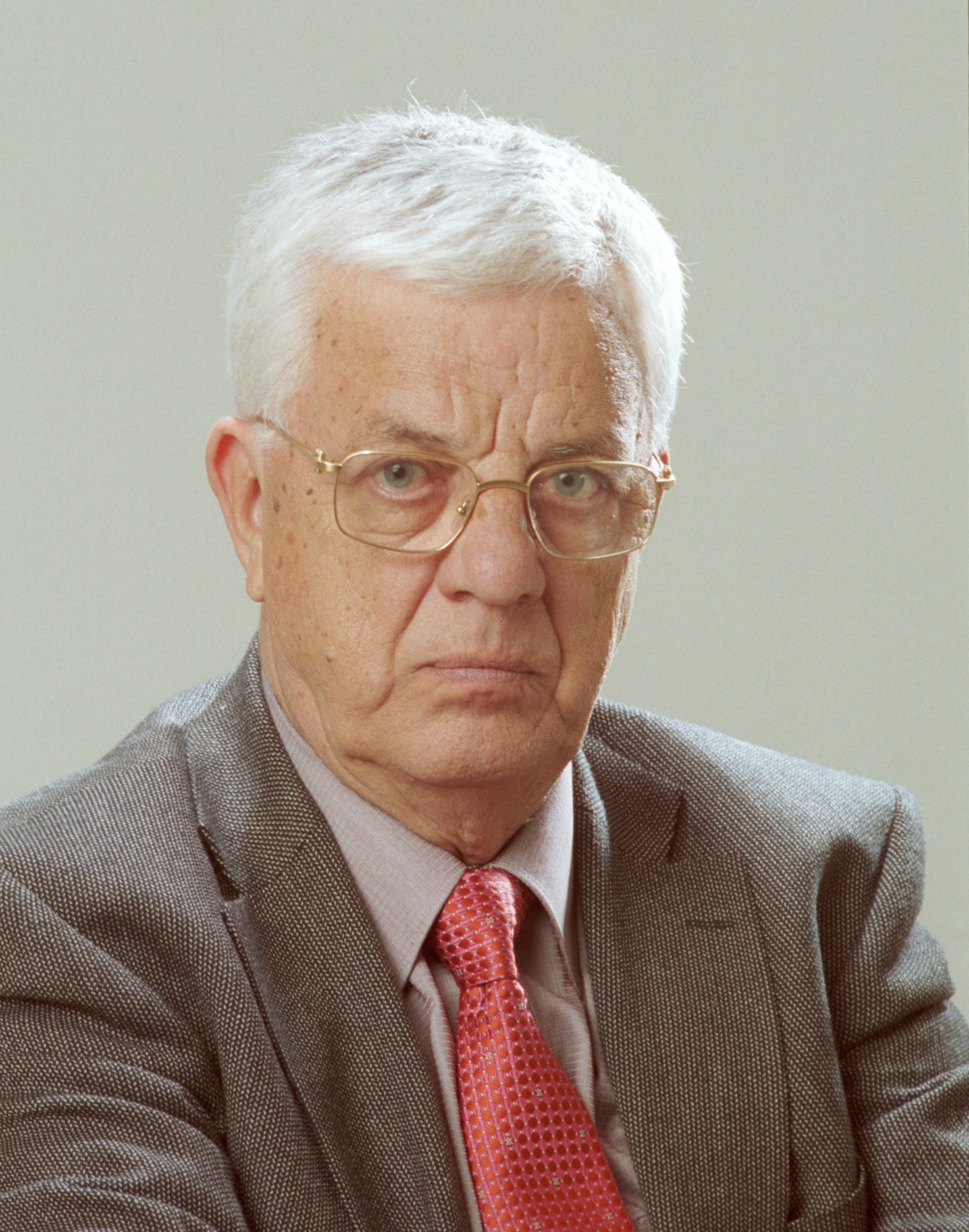
Raimonds Pauls.

Le Nouveau Parti est fondé en 1997 par le compositeur Raimonds Pauls, ministre de la Culture à l'époque soviétique et alors conseiller du président de la République Guntis Ulmanis. Profitant de la popularité de son fondateur, le JP se présente aux élections législatives du 3 octobre 1998. Il y remporte 7,3 % des voix, soit huit députés sur 100 à la Saeima. La formation accepte d'entrer dans le gouvernement de coalition du libéral Vilis Krištopans, obtenant les portefeuilles des Affaires économiques et de la Justice.

### Entre opposition et gouvernement
Lors de l'élection présidentielle du 17 juin 1999, le JP présente la candidature de Raimonds Pauls, chaque parti de la coalition ayant son propre candidat. Après cinq tours de scrutin, aucun ne s'impose au vote des députés. Le parti change de candidat et investit Ingrīda Ūdre, ministre des Affaires économiques, mais qui perd face à Vaira Vīķe-Freiberga. En conséquence le 16 juillet suivant, le JP se retire de la coalition, entraînant la chute de Krištopans et l'arrivée au pouvoir d'Andris Šķēle, qui constitue une majorité sans le Nouveau Parti.
Le chef du gouvernement est contraint de démissionner dès le mois de mai 2000. Andris Bērziņš prend sa succession et rappelle le JP au gouvernement. Il retrouve le ministère de la Justice et obtient le poste de ministre sans portefeuille pour la Réforme de l'État. En 2000, Pauls quitte le parti et sa présidence, qui revient à Ainārs Šlesers par intérim, puis à Guntis Dišlers de manière définitive.

### Déclin et disparition
Aux élections locales du 11 mars 2001, le parti reçoit moins de 2 % des voix à Riga, soit 1 siège sur les 60 du conseil municipal. Il change de nom le mois suivant et devient le Nouveau Parti chrétien (JKP). Au mois de mai 2002, un tiers des parlementaires rejoint le Premier Parti de Lettonie (LPP). Le JKP met alors fin à son existence.